# Coptorhina davidi
Coptorhina davidi là một loài bọ cánh cứng trong họ Bọ hung (Scarabaeidae).